# Markland (land)

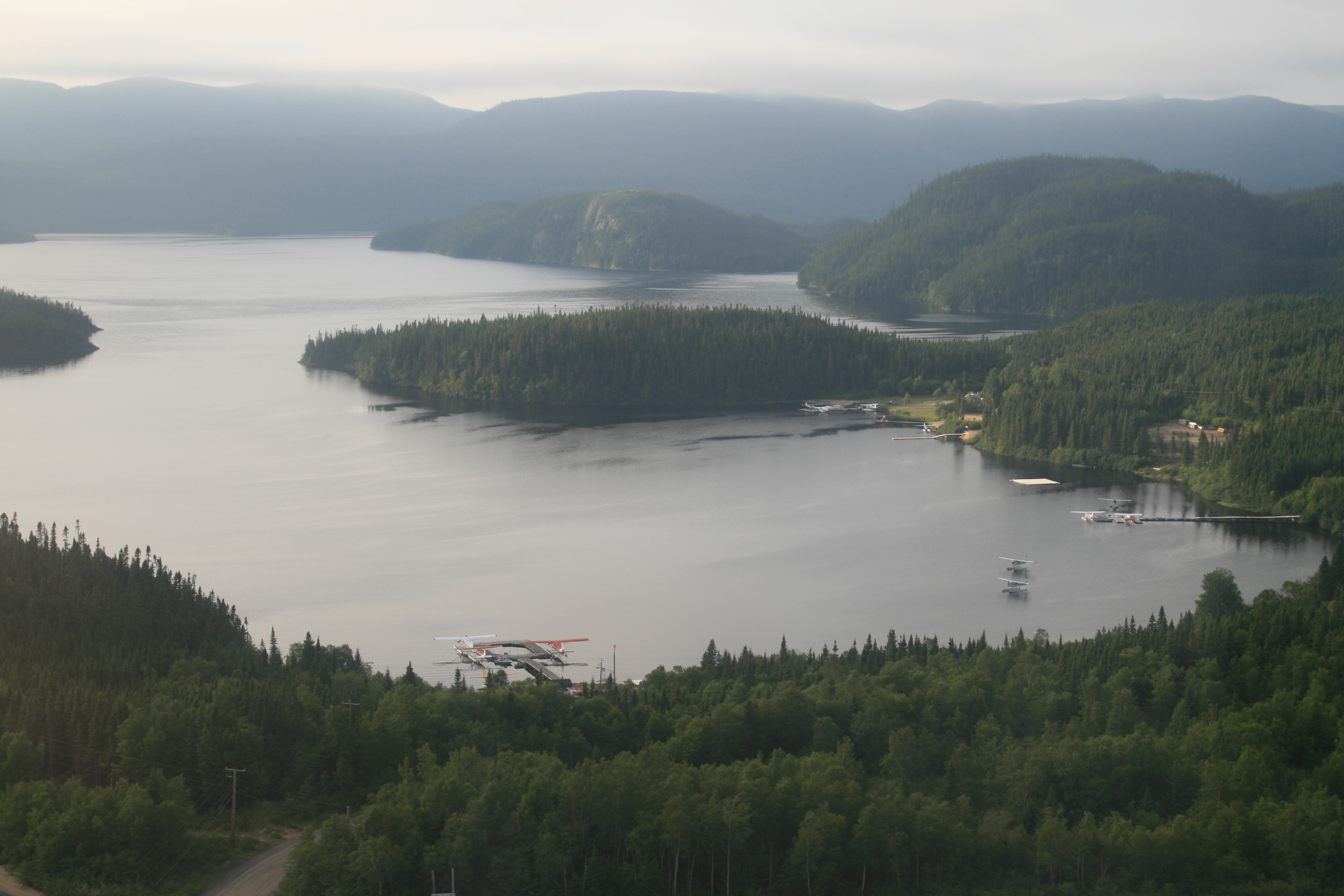
Skogslandskap vid Labradorhalvön, som tros ha varit det som kallades Markland.

Markland var nordmännens namn på ett område i Nordamerika som de besökte men aldrig koloniserade kring år 1000 e.Kr. Området omnämns i flera olika islänningasagor och sägs ligga sydväst om Grönland, söder om Helluland och norr om Vinland. Namnets förled kommer från fornnordiskans mǫrk med betydelsen 'skog'.
Markland var enligt Grönlänningasagan ett av flera land som upptäcktes av Bjarne Herjulfsson. Landet namngavs enligt samma källa år 1000 av Leif Eriksson, som i Erik Rödes saga också var dess upptäckare. Det finns teorier om att Markland låg på Newfoundland eller Labradorhalvön, i östra delarna av dagens Kanada. En gammal vikingabosätting har hittats i L'Anse aux Meadows på Newfoundland.